# Kūshkī-ye Soflá
Kūshkī-ye Soflá (persiska: كوشكئ سُفلَى, گوشكئ پائين, كوشكئ پائين, گوشكئ سُفلَى, کوشکی سفلی) är en ort i Iran.   Den ligger i provinsen Lorestan, i den nordvästra delen av landet, 300 km sydväst om huvudstaden Teheran. Kūshkī-ye Soflá ligger 2 160 meter över havet och antalet invånare är 368.
Terrängen runt Kūshkī-ye Soflá är kuperad.Runt Kūshkī-ye Soflá är det tätbefolkat, med 257 invånare per kvadratkilometer. Närmaste större samhälle är Borujerd, 14,4 km söder om Kūshkī-ye Soflá. Trakten runt Kūshkī-ye Soflá består i huvudsak av gräsmarker.